# Katastrální výměra

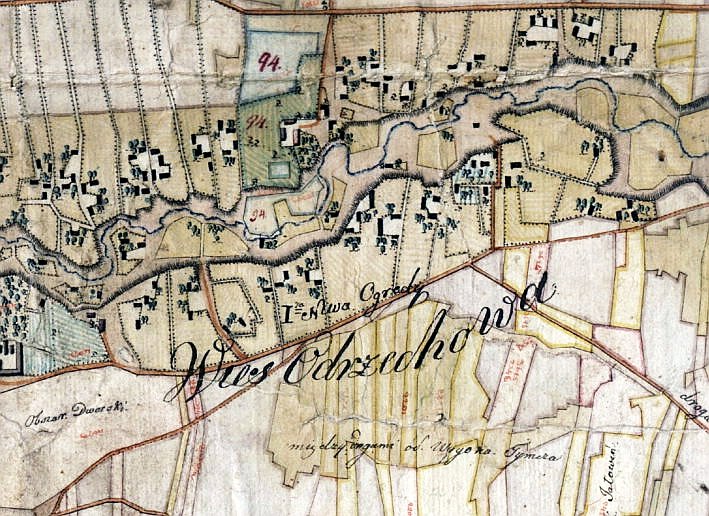
Katastrální mapa zobrazující jednotlivé parcely

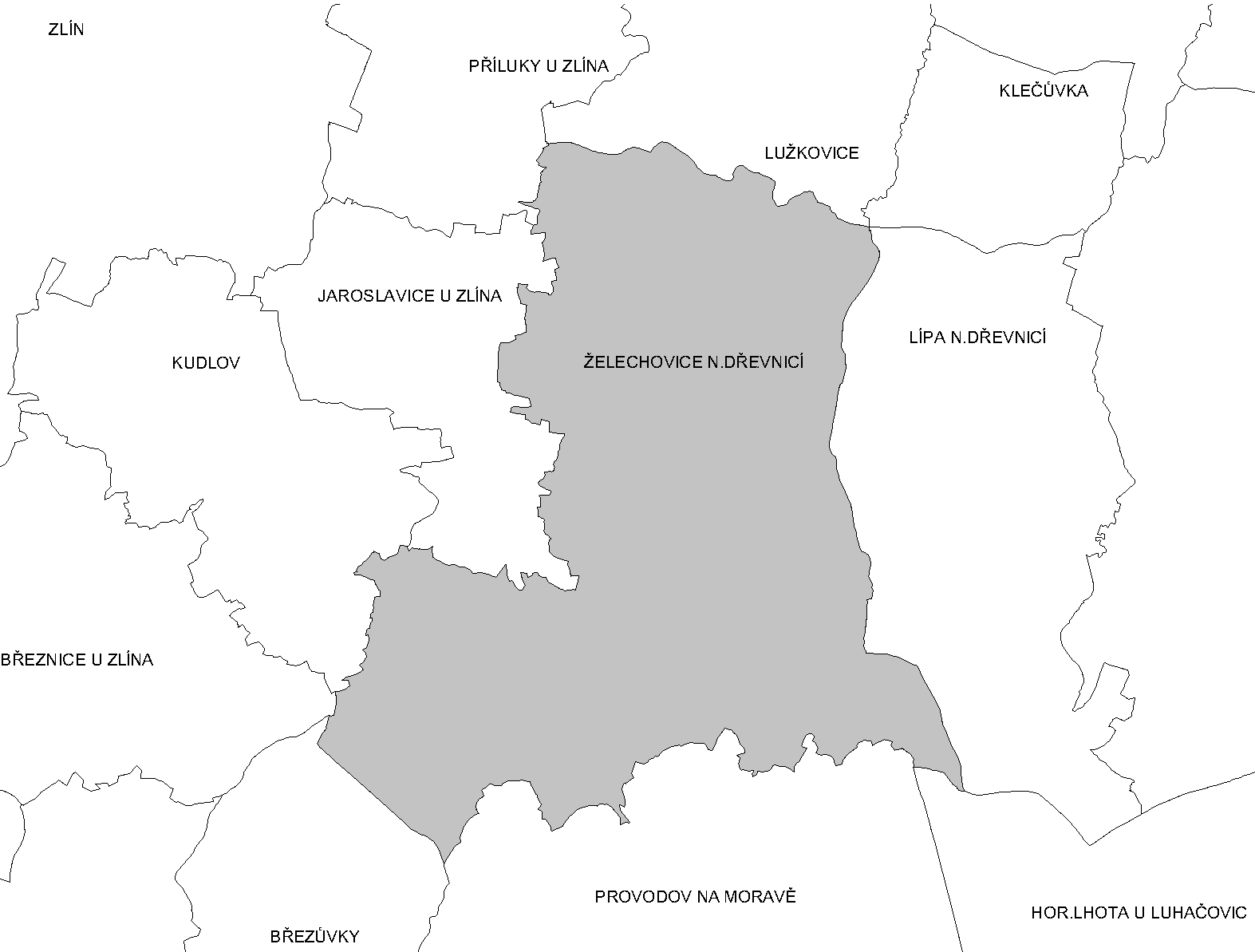
Katastrální mapa zobrazující katastrální území

Katastrální výměra nebo výměr je technicky definována rozloha v m² jednotlivé parcely, katastrálního území, obce, městské části apod. Je jedním z údajů v katastru nemovitostí. Je vždy udávána jako velikost obsahu zobrazené plochy v mapě.

## Historie
Základ prvnímu skutečnému změření rozlohy jednotlivých parcel na území Čech a Moravy položil Josef II. svým patentem v roce 1785. Naměřené hodnoty, i když mnohdy jen odkrokované, se používaly pro výpočet daňových odvodů až do roku 1860, kdy vstoupily v platnost údaje tzv. stabilního katastru. 
Stabilní katastr, který nařídil vytvořit v roce 1817 František I., byl již založen na vědeckých základech. Hranice parcel byly v přírodě za účasti jejich držitelů označeny. V Čechách zaměřování probíhalo v létech 1826 až 1843, na Moravě 1824 až 1936. Pro velkoměřítkové mapové dílo bylo zvoleno Cassini-Soldnerovo nekonformní transverzální válcové zobrazení a systém pravoúhlých souřadnic s počátky v trigonometrických bodech:
- Gusterberg pro Čechy – 48° 02′ 18,47″ s. š. a 31° 48′ 15,05″ v. d. od Ferra
- Svatý Štěpán pro Moravu – 48° 12′ 31,54″ s. š. a 34° 02′ 27,32″ v. d. od Ferra

Byl vytvořen souřadnicový systém stabilního katastru (S-SK) ze základním měřítkem zobrazení 1:2880 vycházejícím z požadavku, aby jedno dolnorakouské jitro (tj. čtverec o straně 40 sáhů) se na mapě zobrazilo jako jeden čtvereční palec (1 sáh = 72 palců). Od roku 1932 byl systém S-SK postupně nahrazován novějším systémem S-JTSK, z něhož je odvozena většina dosud platných katastrálních map na území České republiky, zpravidla v měřítku 1:2880. Na části území ČR nepatřící dříve pod Rakousko-Uhersko jsou obdobné mapy, např. pruské, ale s měřítkem 1:2500.[zdroj⁠?!]

## Nedávná minulost
Pozemkový katastr, katastrální mapy a tudíž i katastrální výměry, obsahovaly až do roku 1938 údaje velice přesné. Později, během II. světové války a brzy po ní již nebyla jeho údržba dostatečná a zejména po roce 1945 (poválečné konfiskace a přídělové řízení) se začal hrubě rozcházet se skutečností. A v roce 1956 se přestal udržovat úplně.
Zaměřování nově rozparcelovaných pozemků byla prováděna primitivními způsoby a většinou byla zakreslována jen na zmenšeninách katastrálních map v měřítku 1:5000. Hranice parcel v terénu byly označovány jen dřevěnými kolíky. Nové hranice byly do plánu zakreslovány co nejjednoduššími způsoby a z takto přibližných zákresů byly zjišťovány dalším jednoduchým způsobem i výměry nových parcel. Mnohé mapy nově rozparcelovaných pozemků se ztratily nebo jsou nečitelné. Během několika let vznikl neutěšený stav, který nebyl zcela napraven dodnes.

## Současnost
V roku 1993 byla právně upravena činnost katastrálního úřadu, který mj. spravuje i katastrální mapy a z nich odvozené výměry. Obsahovou neúplnost, u soukromých parcel dříve užívaných socialistickými organizacemi, dočasně řeší tzv. zjednodušenou evidencí parcel, ve které je již uvedena mj. i katastrální výměra. 
V roce 1998 byla započata digitalizace katastrálních map, tzv. souboru geodetických informací (SGI), z níž vyplývá možnost používání moderních informačních technologií. Cílem je obnova mapových podkladů, bez nutnosti nového mapování, s převedením obsahu stávající analogové katastrální mapy do digitálního vyjádření v předepsané formě a datové struktuře a převod parcel ze zjednodušené evidence přímo do katastru nemovitostí. Digitalizace analogových map, bez nového mapování, je samo o sobě zdrojem nepřesností a chyb. Digitalizace bez nového mapování snižuje přesnost katastrální mapy, což se týká zaznamenaných délkových rozměrů, plošné výměry, tvaru a polohy parcel vůči sousedním parcelám. Vlastník, který zjistí chybu v digitalizované mapě je oprávněn požadovat na příslušném Katastrálním úřadu opravu chyby.[zdroj⁠?!]
Od roku 2018 jsou v digitální podobě mapy 99 % katastrálních území, do té doby byly mapy vedeny v analogové podobě na PET fólii a k dispozici byl jen naskenovaný rastr.
Po digitalizaci je u některých parcel uváděna jiná katastrální výměra než byla původní, je to způsobeno strojovým výpočtem ze zobrazené plochy. Přesnost výpočtů, ať již ručních či strojových, je ale vždy odvislá především od přesností měření v terénu.